# Пробел нулевой ширины
Пробел нулевой ширины () представляет собой непечатаемый символ, используемый в компьютеризированном наборе текста для обозначения границ слов в системах обработки текста в сценариях, которые не используют явный пробел, или после символов (таких как косая черта), за которыми не следует видимый пробел, но после которого, тем не менее, может быть разрыв строки. Он также используется с языками без видимого пробела между словами, например, с японским. Обычно это невидимое разделение, но при выравнивании страницы по обеим краям эти пробелы могут расширяться. Для его обозначения используется аббревиатура ZWSP.

## Использование
На HTML-страницах пробел нулевой ширины можно использовать для обозначения потенциального разрыва строки без переноса, как и HTML-элемент <wbr>. Для переноса строки через дефис используется мягкий дефис. Пробел нулевой ширины не поддерживался в некоторых старых веб-браузерах.
Чтобы показать эффект пробела нулевой ширины, следующие слова разделены пробелами нулевой ширины:

LoremIpsumDolorSitAmetConsecteturAdipiscingElitSedDoEiusmodTemporIncididuntUtLaboreEtDoloreMagnaAliquaUtEnimAdMinimVeniamQuisNostrudExercitationUllamcoLaborisNisiUtAliquipExEaCommodoConsequatDuisAuteIrureDolorInReprehenderitInVoluptateVelitEsseCillumDoloreEuFugiatNullaPariaturExcepteurSintOccaecatCupidatatNonProidentSuntInCulpaQuiOfficiaDeseruntMollitAnimIdEstLaborum

А следующие слова не разделяются этими пробелами:

LoremIpsumDolorSitAmetConsecteturAdipiscingElitSedDoEiusmodTemporIncididuntUtLaboreEtDoloreMagnaAliquaUtEnimAdMinimVeniamQuisNostrudExercitationUllamcoLaborisNisiUtAliquipExEaCommodoConsequatDuisAuteIrureDolorInReprehenderitInVoluptateVelitEsseCillumDoloreEuFugiatNullaPariaturExcepteurSintOccaecatCupidatatNonProidentSuntInCulpaQuiOfficiaDeseruntMollitAnimIdEstLaborum

В браузерах, поддерживающих пробелы нулевой ширины, изменение размера окна приведёт к повторному разрыву первого текста только по границам слов, в то время как второй текст вообще не будет разорван или будет разорван произвольно.

### Запрет на использование в URL
Правила ICANN и большинство браузеров запрещают включать в доменные имена неотображаемые символы, такие как пробел нулевой ширины, поскольку они могут использоваться для атаки омографа (фишинга), когда вредоносный URL-адрес визуально неотличим от настоящего.

## Кодирование
Символ пробела нулевой ширины обозначается в Unicode как ZERO-WIDTH SPACE, имеет шестнадцатеричный код 200B и десятичный код 8203.
Представление в TeX — \hskip0pt ; представление в LaTeX — \hspace{0pt} ; и представление в groff — \:.
Его семантика и реализация HTML аналогичны мягкому дефису, за исключением того, что мягкие дефисы отображают символ дефиса в точке разрыва строки.